# China Taipéi en los Juegos Olímpicos de Barcelona 1992
China Taipéi (Taiwán) estuvo representada en los Juegos Olímpicos de Barcelona 1992 por un total de 31 deportistas, 23 hombres y 8 mujeres, que compitieron en 7 deportes.
El portador de la bandera en la ceremonia de apertura fue el jugador de béisbol Wang Kuang-Shih.

## Medallistas
El equipo olímpico obtuvo las siguientes medallas:
| Nombre | Deporte | Competición |
| ------ | ------- | ----------- |
| Oro    |         |             |
| —      |         |             |
| Plata  |         |             |
| Equipo | Béisbol | Torneo M    |
| Bronce |         |             |
| —      |         |             |